# Хризопраз

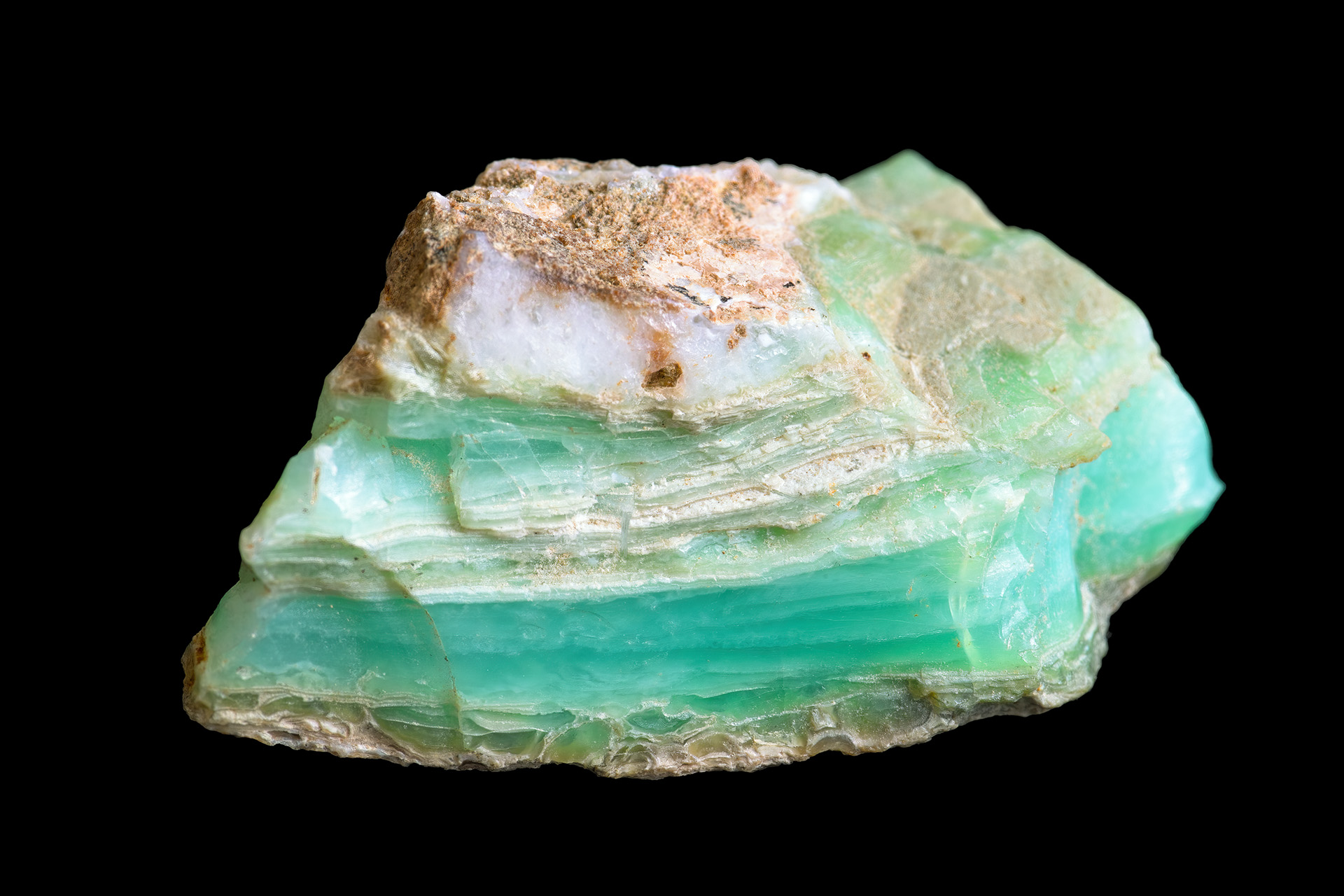
Хризопраз

Хризопраз (англ. chrysoprase; нім. Chrysopras m) — мінерал класу силікатів, яблунево-зелений різновид халцедону.
Від хризо… і грецьк. «прасіон» — цибуля (C.Plinius Secundus, 77).
Синоніми: гольдлаух, цибуля золотиста, празер.

## Опис
Зустрічається як напівпрозорий мінеральний агрегат прихованокристалічного кремнезему (халцедон, тонкозернистий кварц, опал), забарвлений сполуками нікелю у зелений колір різних відтінків: від світлого трав'яного і яблучного до густого смарагдового. Іноді містить тонколускуватий тальк і серпентин. Утворюється у корах вивітрювання нікеленосних гіпербазитових масивів.

## Поширення
Головні родовища знаходяться в Австралії, США, Польщі, Казахстані. Використовують у ювелірній справі, як абразивний матеріал тощо.

## Різновиди
Розрізняють:
- хризопраз блакитний (халцедон блакитного кольору, забарвлений включеннями хризоколи).